# Zawór sterowany pneumatycznie
Zawór sterowany pneumatycznie (zawór pneumatyczny) – zawór służący do odcinania lub sterowania przepływem mediów ciekłych, gazowych lub sypkich. Elementem sterującym jest siłownik pneumatyczny sterowany sprężonym powietrzem lub innym gazem.

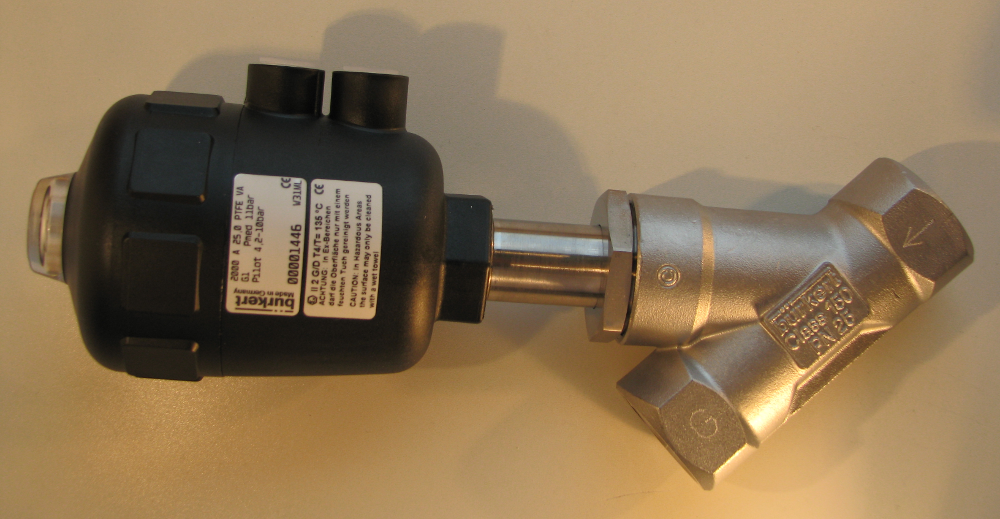
Zawór grzybkowy

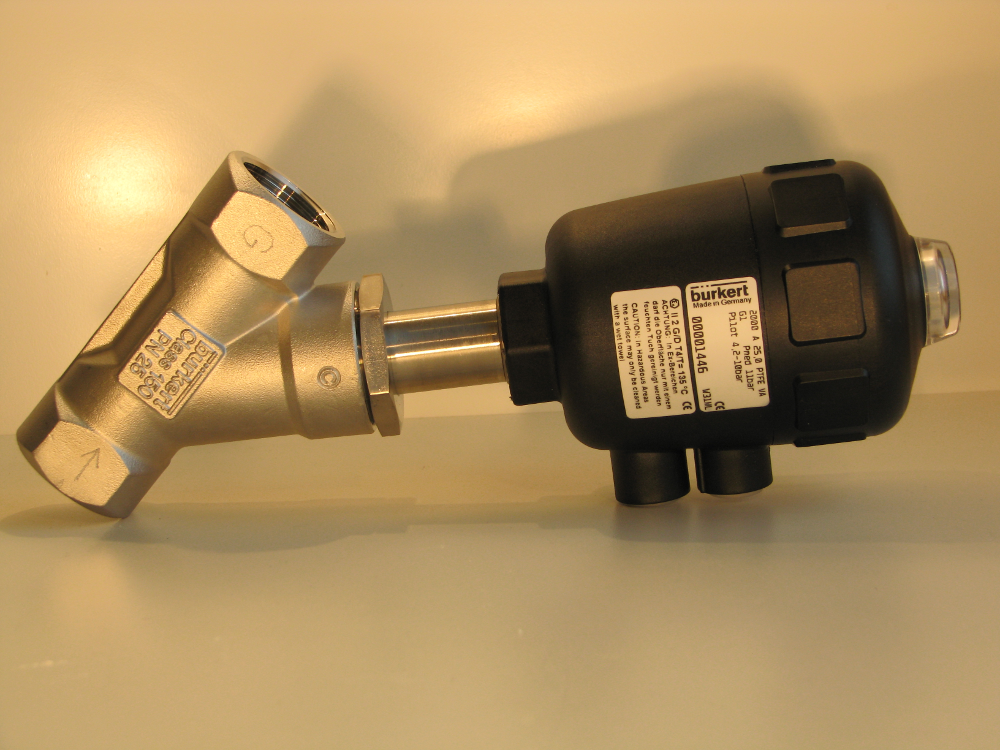
Zawór grzybkowy sterowany pneumatycznie

## Klasyfikacja
Ze względu na element roboczy:
- grzybkowe,
- membranowe,
- kulowe,
- motylkowe.

Ze względu na położenie spoczynkowe siłownika:
- jednostronnego działania,
- dwustronnego działania.

Zawory sterowane pneumatycznie mogą występować w całej gamie przyłączy. Najczęściej spotykane to:
- przyłącze gwintowane,
- przyłącze do wspawania w rurociąg,
- przyłącze kołnierzowe.

## Sposób działania

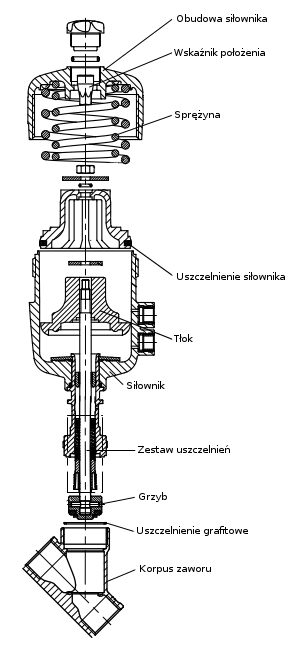
Budowa zaworu sterowanego pneumatycznie

W zaworach sterowanych pneumatycznie element roboczy odcinający przepływ sprzężony jest mechanicznie z tłoczyskiem siłownika. Przemieszczenie tłoczyska powoduje zmianę położenia zaworu (otwarcie lub zamknięcie).
Przemieszczenie tłoczyska może być wywołane poprzez podanie sprężonego powietrza lub innego gazu z jednej strony, natomiast powrót do pozycji spoczynkowej odbywa się na skutek działania sprężyny powrotnej (siłownik jednostronnego działania).
W siłowniku dwustronnego działania ruch jest wywoływany poprzez naprzemienne podawanie sprężonego gazu na jedną ze stron siłownika. Druga strona powinna zostać w tym samym momencie odpowietrzona.
Element sterujący (siłownik) zaworu sterowanego pneumatycznie może wykonywać ruch liniowy (zawory grzybkowe i membranowe) lub ruch obrotowy (zawory kulowe i motylkowe).